# Mercury Insurance Open 2012 - Qualificazioni singolare
Le qualificazioni del singolare  del Mercury Insurance Open 2012 sono state un torneo di tennis preliminare per accedere alla fase finale della manifestazione. I vincitori dell'ultimo turno sono entrati di diritto nel tabellone principale. In caso di ritiro di uno o più giocatori aventi diritto a questi sono subentrati i lucky loser, ossia i giocatori che hanno perso nell'ultimo turno ma che avevano una classifica più alta rispetto agli altri partecipanti che avevano comunque perso nel turno finale.

## Giocatrici

### Teste di serie
1. Camila Giorgi (primo turno)
2. Sesil Karatančeva (Qualificata)
3. Melanie Oudin (ultimo turno)
4. Erika Sema (primo turno)

1. Michelle Larcher de Brito (Qualificata)
2. Irena Pavlović (ultimo turno)
3. Alexa Glatch (Qualificata)
4. Madison Brengle (ultimo turno)

### Qualificate
1. Alexa Glatch
2. Sesil Karatančeva

1. Michelle Larcher de Brito
2. Chan Yung-jan

## Tabellone qualificazioni

### Sezione 1
|  | Primo turno | Primo turno             | Primo turno             | Primo turno | Primo turno |  |  | Ultimo turno | Ultimo turno            | Ultimo turno            | Ultimo turno | Ultimo turno |  |
|  |             |                         |                         |             |             |  |  |              |                         |                         |              |              |  |
|  | 1           | Camila Giorgi           | Camila Giorgi           | 4           | 1           |  |  |              |                         |                         |              |              |  |
|  |             | Noppawan Lertcheewakarn | Noppawan Lertcheewakarn | 6           | 6           |  |  |              | Noppawan Lertcheewakarn | Noppawan Lertcheewakarn | 5            | 1            |  |
|  |             | Heidi El Tabakh         | Heidi El Tabakh         | 1           | 3           |  |  | 7            | Alexa Glatch            | Alexa Glatch            | 7            | 6            |  |
|  | 7           | Alexa Glatch            | Alexa Glatch            | 6           | 6           |  |  |              |                         |                         |              |              |  |

### Sezione 2
|  | Primo turno | Primo turno        | Primo turno        | Primo turno | Primo turno |  |  | Ultimo turno | Ultimo turno      | Ultimo turno      | Ultimo turno | Ultimo turno |  |
|  |             |                    |                    |             |             |  |  |              |                   |                   |              |              |  |
|  | 2           | Sesil Karatančeva  | 6                  | 0           | 6           |  |  |              |                   |                   |              |              |  |
|  |             | Grace Min          | 0                  | 6           | 2           |  |  | 2            | Sesil Karatančeva | Sesil Karatančeva | 7            | 7            |  |
|  | WC          | Zoe Gwen Scandalis | Zoe Gwen Scandalis | 2           | 4           |  |  | 8            | Madison Brengle   | Madison Brengle   | 5            | 5            |  |
|  | 8           | Madison Brengle    | Madison Brengle    | 6           | 6           |  |  |              |                   |                   |              |              |  |

### Sezione 3
|  | Primo turno | Primo turno               | Primo turno               | Primo turno | Primo turno |  |  | Ultimo turno | Ultimo turno              | Ultimo turno              | Ultimo turno | Ultimo turno |  |
|  |             |                           |                           |             |             |  |  |              |                           |                           |              |              |  |
|  | 3           | Melanie Oudin             | Melanie Oudin             | 7           | 6           |  |  |              |                           |                           |              |              |  |
|  |             | Jessica Pegula            | Jessica Pegula            | 62          | 2           |  |  | 3            | Melanie Oudin             | Melanie Oudin             | 4            | 2            |  |
|  |             | Julia Boserup             | Julia Boserup             | 3           | 2           |  |  | 5            | Michelle Larcher de Brito | Michelle Larcher de Brito | 6            | 6            |  |
|  | 5           | Michelle Larcher de Brito | Michelle Larcher de Brito | 6           | 6           |  |  |              |                           |                           |              |              |  |

### Sezione 4
|  | Primo turno | Primo turno    | Primo turno    | Primo turno | Primo turno |  |  | Ultimo turno | Ultimo turno   | Ultimo turno   | Ultimo turno | Ultimo turno |  |
|  |             |                |                |             |             |  |  |              |                |                |              |              |  |
|  | 4           | Erika Sema     | 4              | 6           | 5           |  |  |              |                |                |              |              |  |
|  |             | Chan Yung-jan  | 6              | 4           | 7           |  |  |              | Chan Yung-jan  | Chan Yung-jan  | 6            | 6            |  |
|  | WC          | Jelena Durišič | Jelena Durišič | 4           | 0           |  |  | 6            | Irena Pavlović | Irena Pavlović | 3            | 4            |  |
|  | 6           | Irena Pavlović | Irena Pavlović | 6           | 6           |  |  |              |                |                |              |              |  |